# Cobalt(II) phosphat
Cobalt(II) phosphat là một hợp chất vô cơ có công thức hóa học Co3(PO4)2. Nó là một chất màu vô cơ thương mại được gọi là cobalt tím. Các màng mỏng của vật liệu này là chất xúc tác oxy hóa nước.

## Điều chế và cấu trúc

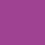
Màu tím cobalt, phổ biến trong những người theo trường phái ấn tượng Pháp.

Tetrahydrat Co3(PO4)2·4H2O kết tủa dưới dạng chất rắn khi trộn các dung dịch nước của muối cobalt(II) và phosphat. Khi đun nóng, tetrahydrat chuyển thành muối khan. Theo tinh thể học tia X, Co3(PO4)2 khan bao gồm các anion phosphat rời rạc (PO3−
4) liên kết với các trung tâm Co2+
. Các ion cobalt(II) chiếm cả vị trí bát diện (sáu tọa độ) và ngũ vị trí theo tỷ lệ 1:2.

## Hợp chất khác
Co3(PO4)2 còn tạo một số hợp chất với NH3, như Co3(PO4)2·6NH3 là chất rắn màu xanh dương đen nhưng không tinh khiết.
Co3(PO4)2 còn tạo một số hợp chất với N2H4, như Co3(PO4)2·6N2H4·6H2O là chất rắn màu hồng.
Co3(PO4)2 có thể tác dụng với CO(NH2)2 ở 85 °C (185 °F; 358 K), tạo ra Co3(PO4)2·6CO(NH2)2 là tinh thể màu tím.